# سیارک ۴۳۰۸
سیارک ۴۳۰۸ (به انگلیسی: 4308 Magarach، نامگذاری:1978PL4) چهار هزار و سیصد و هشتمین سیارک کشف شده‌است که در ۹ اوت ۱۹۷۸ کشف شد.
قدر مطلق سیارک برابر ۱۲٫۴۰ است.